# Feathered Dinosaurs: The Origin of Birds
Feathered Dinosaurs: The Origin of Birds (česky v překladu Opeření dinosauři: Původ ptáků) je kniha australského paleontologa Johna A. Longa (* 1957) z roku 2008 (vyšla u Oxford University Press). Ilustrátorem je uznávaný umělec a tvůrce zoologických rekonstrukcí Peter Schouten.
Tématem knihy jsou opeření dinosauři – fenomén moderní paleontologie. Na živých obrazových rekonstrukcích je znázorněno několik desítek teropodních dinosaurů, jejichž tělo krylo primitivní až vyspělé opeření. Přestože jde pochopitelně pouze o spekulativní rekonstrukce, jsou založené na fundovaných odhadech možného zbarvení a vzhledu dávno vyhynulých tvorů. Barvu opeření dnes známe již u dvou neptačích dinosaurů (Sinosauropteryx a Anchiornis), ta však nebyla v době vzniku knihy známá. Publikace je významnou a obrazově krásnou ukázkou pokroku v moderní paleontologii a vědeckém poznání dinosaurů. Kniha zatím nevyšla v českém překladu.